# Katedra św. Wincentego à Paulo w Tunisie
Katedra św. Wincentego à Paulo w Tunisie (franc.: Cathédrale Saint-Vincent-de-Paul de Tunis, arab.: كاتدرائية تونس) – katolicka katedra w Tunisie. Patronem jej jest św. Wincenty a Paulo, który w Tunisie był wykupiony z niewoli arabskiej.
W miejscu obecnej katedry znajdowała się najstarsza w Tunisie od czasów rzymskich kaplica, zbudowana przez misjonarzy św. Wincentego a Paulo w 1650 ku czci zmarłego tu błogosławionego Antoniego Neyrota. Budowa pierwszego kościoła rozpoczęła się 7 listopada 1881 z inicjatywy miejscowego katolickiego biskupa Charlesa Lavigerie. Z powodu niestabilności gruntu świątynia wkrótce zawaliła się. Budowa nowego kościoła w stylu neobizantyńskim z elementami neoromańskimi rozpoczęła się w 1893. Świątynia była konsekrowana w Boże Narodzenie 1897.
Po uzyskaniu niepodległości Tunezji liczba katolików w kraju zaczęła gwałtownie spadać. Wiele kościołów katolickich zostało znacjonalizowanych, jednak katedra pozostała własnością Kościoła na mocy porozumienia między Watykanem a rządem Tunezji z 1964. W 1998 katedrę odwiedził św. Jan Paweł II.